# Eldorado (EP)
Eldorado je jediné EP kanadského kytaristy a zpěváka Neila Younga, vydané v roce 1989 u Reprise Records jen v Japonsku a Austrálii.

## Seznam skladeb
| Pořadí | Název        | Autor                                                | Délka |
| ------ | ------------ | ---------------------------------------------------- | ----- |
| 1.     | Cocaine Eyes | Neil Young                                           | 4:24  |
| 2.     | Don't Cry    | Neil Young                                           | 5:00  |
| 3.     | Heavy Love   | Neil Young                                           | 5:09  |
| 4.     | On Broadway  | Barry Mann, Cynthia Weil, Jerry Leiber, Mike Stoller | 4:57  |
| 5.     | Eldorado     | Neil Young                                           | 6:03  |

## Sestava
- Neil Young – kytara, zpěv
- Chad Cromwell – bicí
- Rick "The Bass Player" Rosas – baskytara